# Масакр у Цетинграду 1942.
Усташки покољ у Цетинграду 1942 је назив за масовно убиство Срба (највише деце млађе од 15 година) у околини кордунашке варошице Цетинград. У малом селу Бегово Брдо, око 5 км северозападно од Цетинграда 3. априла 1942. усташке јединице под командом злочинца Анте Мошкова, убиле су 123 мушкараца, жена и деце. Од тога је 73-оје убијено у Латићкој шуми, крај села Батноге, где су натерали српске сељаке да ископају велику раку тј. масовну гробницу.

## Убијени

### Убијени у Беговом Брду у својим кућама
3. априла 1942. усташе су из ватреног оружја, ножевима и крамповима усмртиле код њихових кућа у селу Бегово Брдо следеће српске цивиле:
1. Бастаја Михајла Босиљка, 34 године
2. Бастаја Раде Босиљка, 16 година
3. Бастаја Раде Драган, 4 године
4. Бастаја Миће Љуба, 22 године
5. Бастаја Раде Љуба, 2 године
6. Бастаја Цвијана Мара, 15 година
7. Бастаја Раде Михајло, 64 године
8. Бастаја Михајла Миле, 45 година
9. Бастаја Раде Никола, 10 година
10. Бастаја Раде Петар, 20 година
11. Бастаја Раде, 45 година
12. Бастаја Илије Раде, 39 година
13. Бастаја Петра Стана, 45 година
14. Бастаја Стеван, 60 година
15. Мазињанин Мила, 44 година
16. Мазињанин Раде, 50 година
17. Пекеч Драгана Богдан, 2 године
18. Пекеч Раде Цвијан, 60 година
19. Пекеч Миливоја Гојко, 3 године
20. Пекеч Симе Мићо, 31 година
21. Пекеч Раде Мила, 44 године
22. Пекеч Симе Миливој, 11 година
23. Пекеч Николе Милка, 23 године
24. Пекеч Васе Милка, 35 година
25. Пекеч Николе Мира, 9 година
26. Пекеч Раде Никола, 42 године
27. Пекеч Раде Никола, 7 година
28. Пекеч Петра Раде, 41 година
29. Пекеч Софренија Раде, 50 година
30. Пекеч Симе Ранка, 17 година
31. Пекеч Никола Сара, 40 година
32. Пекеч Васиља Саво, 60 година
33. Пекеч Лазе Симо, 50 година
34. Пекеч Ане Душан, 16 година
35. Пекеч Раде Ђуро, 40 година
36. Пекеч Николе Сока, 5 година
37. Пекеч Раде Станка, 45 година
38. Пекеч Васиља Василија, 52 година
39. Пекеч Јанка Драгић, 38 година
40. Пекеч Николе Бранко, 4 година
41. Вукелић Миладина Даница, 13 година
42. Вукелић Радована Драгиша, 9 година
43. Вукелић Миливоја Јека, 20 година
44. Вукелић Драгића Милан, 50 година
45. Вукелић Јанка Милка, 3 године
46. Вукелић Радована Сара, 2 године
47. Вукелић Радована Спасоја, 10 година
48. Вукелић Раде Стоја, 5 година
49. Брковић Лазара Александерка, 25 година
50. Брковић Милана Раде, стар неколико месеци

Списку недостају целе породице: Свилар (Петра) Никола, беба стара неколико месеци, заклан са многим члановима своје породице Свилар, затим Бараћ, Бојанић, Цетина, Чаврлина, Дејановић, Дерета, Дурајлија, Ђаковић, Кнежевић, Косјер, Ковачевић, Кресоја, Мартиновић, Мишковић, Мушкиња, Павковић, Павловић, Пекић, Петричић, Пезрић, Поткољнак, Прица, Ребић, Ромчевић, Станковић, Стојић, Вишнић, Зубовић.

### Убијени у Латићкој шуми

#### Убијени из села Бегово Брдо
У Латићкој шуми код села Батнога усташе су поклале и бациле у јаму српске цивиле из села Бегово Брдо 3. априла 1942. године:
1. Бастаја Миле Анка, 10 година
2. Бастаја Миле Богдан, 5 година
3. Бастаја Миле Босиљка, 1 година
4. Бастаја Цвијета, 55 година
5. Бастаја Миле Драга, 9 година
6. Бастаја Петра Драгица, 6 година
7. Бастаја Миле Душан, 11 година
8. Бастаја Петра Душан, 5 година
9. Бастаја Миле Љуба, 3 година
10. Бастаја Петра Мира, 1 година
11. Бастаја Миће Мица, 15 година
12. Бастаја Петра Мица, 10 година
13. Бастаја Раде Мићо, 43 године
14. Бастаја Мика, 42 године
15. Бастаја Петра Милан, 4 године
16. Бастаја Јанка Миле, 40 година
17. Бастаја Лазе Миле, 16 година
18. Бастаја Миће Миле, 15 година
19. Бастаја Раде Милица, 37 година
20. Бастаја Јанка Милка, 35 година
21. Бастаја Миће Петар, 9 година
22. Бастаја Миће Петар, 2 године
23. Бастаја Лазе Раде, 19 година
24. Бастаја Милутина Софија, 43 година
25. Бастаја Тодора Софија, 50 година
26. Бастаја Миће Сока, 17 година
27. Бастаја Стојана Станка, 42 година
28. Кресоја Марка Босиљка, 15 година
29. Кресоја Марка Даринка, 17 година
30. Кресоја Марка Драгица, 17 година
31. Кресоја Марка Душан, 11 година
32. Кресоја Марка Љуба, 17 година
33. Кресоја Стојана Марко, 36 година
34. Кресоја Марка Мица, 14 година
35. Кресоја Марка Мила, 9 година
36. Кресоја Марка Милан, 12 година
37. Кресоја Марка Милица, 13 година
38. Кресоја Николе Милка, 38 година
39. Кресоја Марка Милутин, 5 година
40. Кресоја Марка Мира, 5 година
41. Кресоја Марка Нада, 2 године
42. Кресоја Марка Ненадка, 1 година
43. Кресоја Марка Ранка, 12 година
44. Кресоја Марка Станко, 3 године
45. Пекеч Ана, 58 година
46. Пекеч Ђуре Босиљка, 14 година
47. Пекеч Николе Босиљка, 3 године
48. Пекеч Ђуре Драган, 6 година
49. Пекеч Миле Драгица, 20 година
50. Пекеч Николе Драгица, 8 година
51. Пекеч Ђуре Душан, 6 година
52. Пекеч Николе Игњатија, 1 година
53. Пекеч Јека, 24 година
54. Пекеч Лазе Миле, 16 година
55. Пекеч Лазе Милка, 13 година
56. Пекеч Стојана Милка, 44 године
57. Пекеч Лазе Никола, 18 година
58. Пекеч Сара, 60 година
59. Пекеч Сока, 3 год
60. Смрзлић Милан, 2 године

#### Убијени из села Делић Пољане, Горње Жрвнице, Полојслог Вароша, Рушевице, Сноса
Следеће српске цивиле усташе су похватале у доласку до шуме, поклали их и бацили у масовну гробницу Латићкој шуми, где и данас почивају 73 жртве усташког геноцида:
1. Мркобрад Мица, 19 година
2. Мркобрад Мила, 46 година
3. Мркобрад Никола, 44 године
4. Павковић Драган, 4 године
5. Павковић Драгица, 15 година
6. Павковић Душан, 4 године
7. Павковић Ђуро, 6 година
8. Павковић Петар, 6 година
9. Вулетић Аница, 66 година
10. Дејановић Милан, 2 године
11. Банда Сара, 21 година
12. Мазињанин Драгица, 34 године
13. Пекеч Ђуро, 40 година

## Налогодавци
Влада Независне Државе Хрватске је од свог оснивања започела геноцид према српском Православном становништву кога је на простору НДХ било више од 30%. Њена политика је била изречена у Госпићу 2. маја 1941. године, од усташког министра Миле Будака.

Једну трећину Срба ћемо побити, другу трећину покрстити, а трећу трећину ћемо протерати!
Миле Будак, усташки министар

## Извршиоци злочина
Извршиоци овог геноцидног чина је усташка јединица Анте Мошкова тзв. Павелићева тјелесна бојна. Затим усташе из околине Цетинграда и Слуња:
Јуре Кучинић (У књизи "Радио сам свој сељачки и ковачки посао", Ђуро Затезало, Карловац 1988, вероватно је грешком уписано Јуре Крунић)
Марко Хрвојевић,
Јосо Моћан,
Јосо Циндрић,
Мијо Циндрић
Мића Циндрић...

## Злочин
Дана 3. априла 1942. у рану зору, усташка јединица Анте Мошкова, заједно са усташким јединицама из околине Цетинграда и Слуња, које су предводили: Јосо Моћан, Јосо Циндрић, Мијо Циндрић и Мића Циндрић... Они су одлично познавали терен и становништво тј. које су српска села и насеља, па су показали где то има српских села које треба уништити. Биланс овог свирепог злочина је 121 убијен српски цивил, од чега је добар део мале деце, млађе од 15 година.
Српски цвили нису само убијани у својим кућама, већ су одвођени у оближњу шуму, где су убијани маљевима, ножевима, крамповима и мотикама.
Једини преживели сведок тог ужасног злочина јесте Милица Пекеч-Врањеш, рођена 1933. године, тада је имала само 9 година. Њој је убијено чак 11 укућана. Њено сведочење је 18. априла 1961. године у Цетинграду записао историчар др Ђуро Затезало.
Усташе су прво убиле неколико српских цивила у самом селу Бегово Брдо, а затим њих неколико десетина одвели у обручу у шуму, где су једног по једног убијали. Након злочина, отишли су од масовне гробнице и запевали.

## Последице
За 4 ратне године 1941—1945, на подручју села Бегово Брдо, убијено је 137 српских цивила, од чега 64 детета, млађе од 14 година. Усташе су до 1944. на Кордуну попалиле све што се могло попалити. Власти НДХ су на најсуровије начине истребљивале Србе. Тако је и српски народ испевао песму "На Кордуну гроб до гроба". Хрватски песник Владимир Назор је 1943. године написао песму "Мајка православна", која је посвећена српској мајци која је изгубила децу 1943. код Вргинмоста. Кордун је од свих регија бивше Југославије најгоре прошао у Другом светском рату. Како је рат трајао, а прогони и геноцид настављени, тако је и кренуо отпор народа, који је касније прерастао у партизански покрет. Створена је и 8. кордунашка бригада НОВЈ, која је касније добила титулу "ударна".